# Purpuricenus kaehleri
Purpuricenus kaehleri (Linnaeus, 1758) è un coleottero della famiglia dei Cerambicidi.

## Descrizione

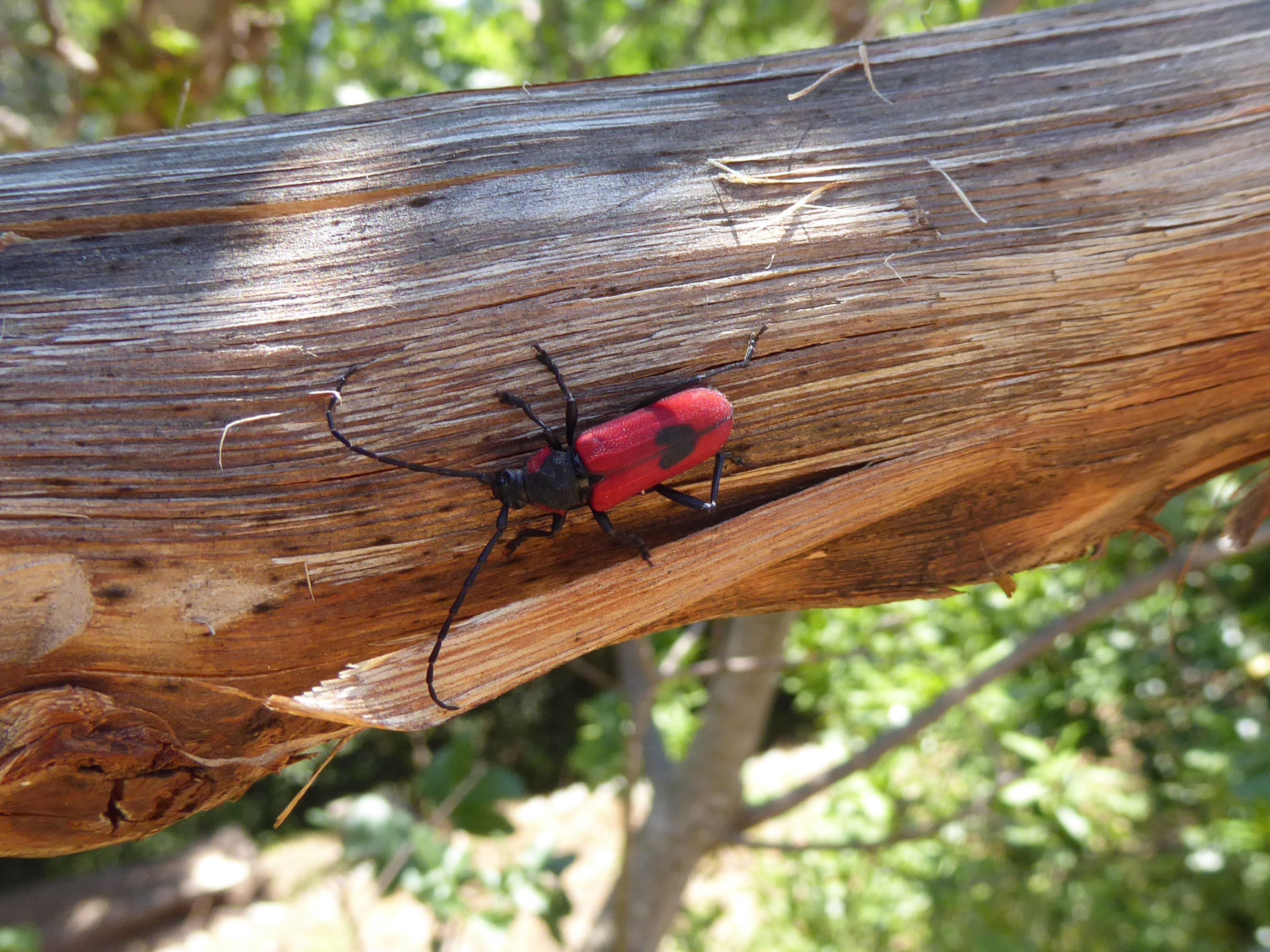
Esemplare fotografato all'eremo di Sorella Maria presso Pissignano (Campello sul Clitunno, Umbria)

È un coleottero lungo dai 10 ai 22 mm, caratterizzato da elitre rosse con una macchia nera a cavallo della sutura, di dimensioni variabili e talvolta assente; il resto del corpo è nero, con torace talvolta segnato di rosso.

## Biologia
Il ciclo vitale è di circa due-tre anni: le larve sono xilofaghe, e si nutrono a spese di numerose specie di albero nell'area mediterranea (tra cui Quercus, Cydonia, Acer, Ulmus e anche vari alberi da frutto), mentre in Europa centrale sembrano limitarsi alle sole querce; gli alberi già indeboliti dal buprestide Coraebus florentinus vengono attaccati più facilmente. Le larve scavano gallerie nel legno, impupandosi all'interno una volta mature.
Anche negli adulti, che appaiono tra maggio e agosto, il comportamento è variabile a seconda della zona: i membri delle popolazioni più settentrionali (Europa centrale, Urali meridionali) raramente escono dalle chiome degli alberi ospiti, mentre quelli delle popolazioni meridionali si possono trovare con frequenza anche su fiori e piante erbacee. Le uova vengono deposte isolate in anfratti della corteccia della pianta ospite.

## Distribuzione
La sottospecie nominale ha un areale molto ampio, che si estende dall'Iran alla penisola iberica; è molto comune nel bacino del Mediterraneo, mentre è più rara in Europa centrale. In Italia è attestata ovunque, incluse Sardegna e Sicilia.

## Tassonomia
La specie include le seguenti sottospecie:
- Purpuricenus kaehleri subsp. kaehleri (Linnaeus, 1758)
- Purpuricenus kaehleri subsp. menetriesi Motschulsky, 1845